# Conchiglioni
Conchiglioni (conchiglie), nazywany również Jumbo Shells – krótki makaron o dużych wymiarach i rowkowanej powierzchni. Ma kształt muszli ślimaka porcelanki.
Podawany najczęściej z nadzieniem wewnątrz, jako danie obiadowe lub kolacyjne.